# Seznam kamenů zmizelých na Novém Městě

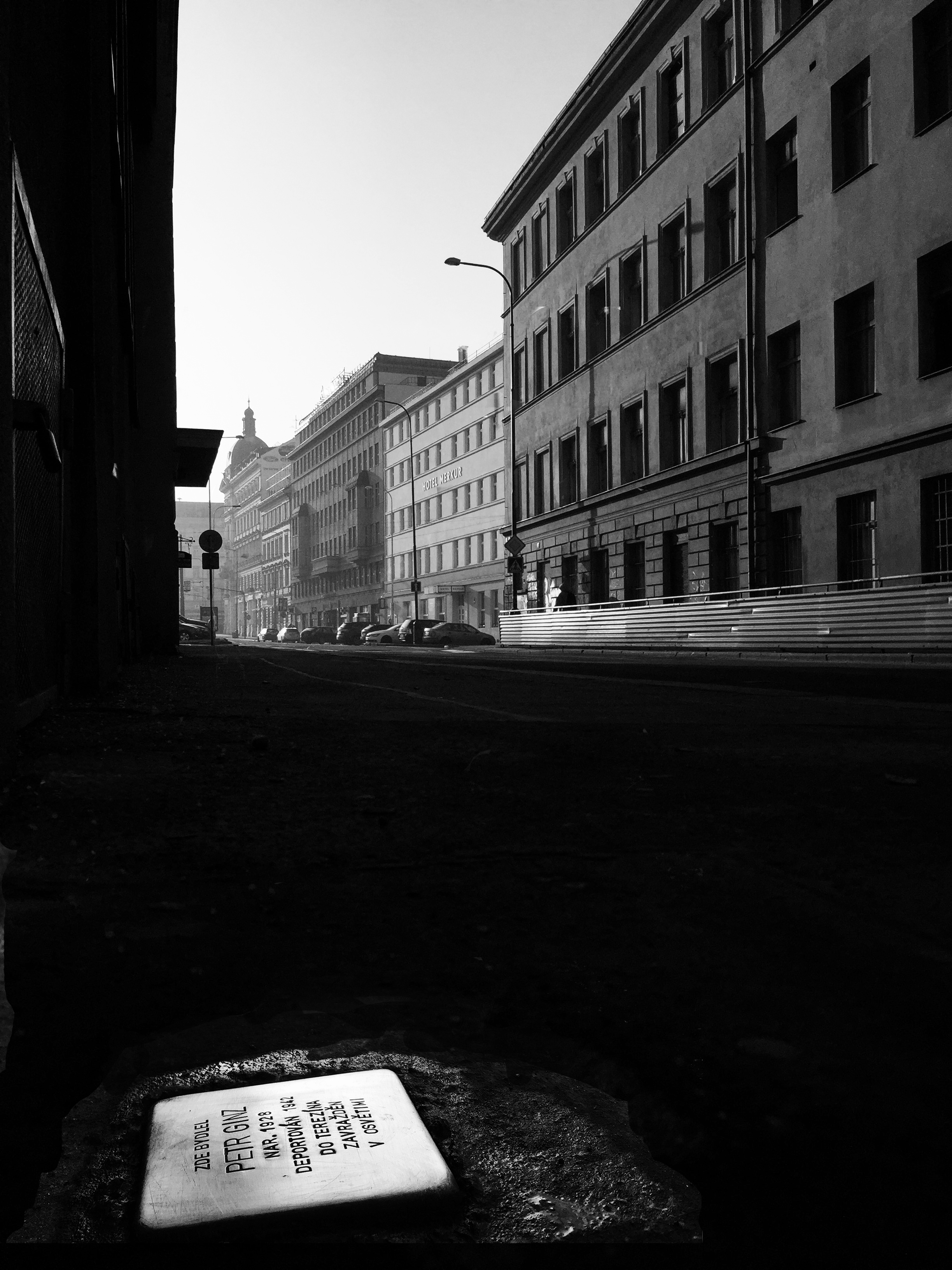
Stolperstein pro Petra Ginze v Novém Městě

Seznam kamenů zmizelých v Novém Městě obsahuje pamětní kameny obětem nacismu v Novém Městě (městská čtvrť Prahy). Jsou součástí celoevropského projektu Stolpersteine německého umělce Guntera Demniga. Kameny zmizelých jsou věnovány osudu těch, kteří byli nacisty deportováni, vyhnáni, zavražděni nebo spáchali sebevraždu.
Kameny zmizelých se zpravidla nacházejí před posledním místem pobytu obětí. První instalace v Praze se uskutečnila 8. října 2008.

## Stolpersteine
Na Novém Městě se nacházejí tyto kameny zmizelých:
| Obrázek | Nápis | Bydliště                        | Jméno, život                        |
| ------- | --- | ------------------------------- | ----------------------------------- |
|         | ZDE ŽILA ZDĚNKA ABELES KLEINOVÁ NAR. 1898 DEPORTOVÁNA 1942 DO TEREZÍNA ZAVRAŽDĚNA 1945 V OSVĚTIMI                                                             | Praha, Senovážné nám. 1986/12   | Zděnka Abeles Kleinová              |
|         | ZDE ŽIL QUIDO BERGMANN NAR. 1889 DEPORTOVÁN 1941 DO LODŽE 1942 DO OSVĚTIMI ZAVRAŽDĚN                                                                          | Praha, Záhořanského 1644/3      | Quido Bergmann                      |
|         | ZDE ŽIL KAREL BERGMANN NAR. 1921 ZATČEN 5. 5. 1942 DEPORTOVÁN DO MAUTHAUSENU ZAVRAŽDĚN 16. 5. 1942                                                            | Praha, Záhořanského 1644/3      | Karel Bergmann                      |
|         | ZDE ŽILA MARIE ELIŠÁKOVÁ NAR. 1883 DEPORTOVÁNA 1941 DO LODŽE ZAVRAŽDĚNA 1945 TAMTÉŽ                                                                           | Praha, Václavské náměstí 793/36 | Marie Elišáková                     |
|         | ZDE ŽILA ANTONIE ESTREICHEROVÁ NAR. 1888 DEPORTOVÁNA 1942 DO TEREZÍNA 1942 DO RIGY ZAVRAŽDĚNA                                                                 | Praha, Gorazdova 1971/8         | Antonie Estreicherová               |
|         | ZDE ŽIL JÁCHYM IZÁK ESTREICHER NAR. 1887 ZATČEN 15.9.1939 DEPORTOVÁN 1939 DO SOSNOVCE ZAVRAŽDĚNA 1940                                                         | Praha, Gorazdova 1971/8         | Jáchym Izák Estreicher              |
|         | ZDE ŽILA OLGA GEHORSAMOVÁ NAR. 1891 DEPORTOVÁNA 1942 DO TEREZÍNA ZAVRAŽDĚNA 20.1.1943 V OSVĚTIMI                                                              | Praha, Tešnov 1699/3            | Olga Gehorsamová                    |
|         | ZDE BYDLEL PETR GINZ NAR. 1928 DEPORTOVÁN 1942 DO TEREZÍNA ZAVRAŽDĚN V OSVĚTIMI                                                                               | Praha, Stárkova 1745/4          | Petr Ginz                           |
|         | ZDE ŽILA ANNA HEKŠOVÁ NAR. 1915 DEPORTOVÁNA 1942 DO TEREZÍNA OSVĚTIMI ZAVRAŽDĚNA                                                                              | Praha, Fügnerovo náměstí 1808/3 | Anna Hekšová                        |
|         | ZDE ŽIL HEŘMAN HELLMANN NAR. 1881 DEPORTOVÁN 1941 DO TEREZÍNA 1942 DO RAASIKY ZAVRAŽDĚN                                                                       | Praha, Vodičkova 699/28         | Heřman Hellmann                     |
|         | ZDE ŽILA MARIE HELLMANNOVÁ NAR. 1890 DEPORTOVÁNA 1942 DO TEREZÍNA 1942 DO RAASIKY ZAVRAŽDĚNA                                                                  | Praha, Vodičkova 699/28         | Marie Hellmannová                   |
|         | ZDE ŽIL PETR HIRSCHL NAR. 1938 DEPORTOVÁN 1942 DO TEREZÍNA ZAVRAŽDĚN V OSVĚTIMI                                                                               | Praha, Klimentská 1746/52       | Petr Hirschl                        |
|         | ZDE ŽIL ROBERT HIRSCHL NAR. 1899 DEPORTOVÁN 1942 DO TEREZÍNA ZAVRAŽDĚN V MALEM TROSTINCI                                                                      | Praha, Klimentská 1746/52       | Robert Hirschl                      |
|         | ZDE ŽILA EDITA HIRSCHLOVÁ ROZ. SLONITZ NAR. 1903 DEPORTOVÁNA 1942 DO TEREZÍNA ZAVRAŽDĚNA V OSVĚTIMI                                                           | Praha, Klimentská 1746/52       | Edita Hirschlová roz. Slonitz       |
|         | ZDE ŽIL GIDEON KLEIN NAR. 1919 DEPORTOVÁN 1941 DO TEREZÍNA ZAVRAŽDĚN 1945 V OSVĚTIMI                                                                          | Praha, Rašínovo nábř. 1696/66   | Gideon Klein                        |
|         | ZDE ŽIL MUDR. RUDOLF KLEIN NAR. 1886 DEPORTOVÁN 1942 DO TEREZÍNA ZAVRAŽDĚN 1945 V OSVĚTIMI                                                                    | Praha, Senovážné nám. 1986/12   | MUDr. Rudolf Klein                  |
|         | ZDE ŽILA ILONA KLEINOVÁ NAR. 1899 DEPORTOVÁNA 1942 DO TEREZÍNA ZAVRAŽDĚNA 14.10.1944 V OSVĚTIMI                                                               | Praha, Rašínovo nábř. 1696/66   | Ilona Kleinová                      |
|         | ZDE BYDLELA KITY KOPECKÁ NAR. 1926 DEPORTOVÁNA 1941 DO TEREZÍNA ZAVRAŽDĚNA V OSVĚTIMI                                                                         | Praha, Politických Vězňů 913/12 | Kity Kopecká                        |
|         | ZDE BYDLELA MARIANA KOPECKÁ NAR. 1888 DEPORTOVÁNA 1941 DO TEREZÍNA ZAVRAŽDĚNA V OSVĚTIMI                                                                      | Praha, Politických Vězňů 913/12 | Mariana Kopecká                     |
|         | ZDE BYDLELA ZUZANA KOPECKÁ NAR. 1922 DEPORTOVÁNA 1941 DO TEREZÍNA ZAVRAŽDĚNA V OSVĚTIMI                                                                       | Praha, Politických Vězňů 913/12 | Zuzana Kopecká                      |
|         | ZDE BYDLEL PAVEL A. KOPECKÝ NAR. 1885 DEPORTOVÁN 1941 DO TEREZÍNA ZAVRAŽDĚN V OSVĚTIMI                                                                        | Praha, Politických Vězňů 913/12 | Pavel A. Kopecký                    |
|         | ZDE BYDLELA FANY KLOMINKOVÁ NAR. 19042 DEPORTOVÁNA 1942 DO TEREZÍNA ZAVRAŽDĚNA                                                                                | Praha, Na Bojišti 616/16        | Fany Klominková                     |
|         | ZDE ŽIL JINDŘICH KRÁL NAR. 1881 DEPORTOVÁN 1942 DO TEREZÍNA 1942 DO LUBLINU ZAVRAŽDĚN                                                                         | Praha, Na Poříčí 1044/20        | Jindřich Král                       |
|         | ZDE ŽIL JIŘÍ KRÁSA NAR. 1927 DEPORTOVÁN 1941 DO TEREZÍNA ZAVRAŽDĚN 1942 V RIZE                                                                                | Praha, Na Poříčí 1040/10        | Jiří Krása                          |
|         | ZDE ŽIL OTA KRÁSA NAR. 1897 DEPORTOVÁN 1941 DO TEREZÍNA ZAVRAŽDĚN 1942 V RIZE                                                                                 | Praha, Na Poříčí 1040/10        | Ota Krása                           |
|         | ZDE ŽILA IRMA KRÁSOVÁ NAR. 1898 DEPORTOVÁNA 1941 DO TEREZÍNA ZAVRAŽDĚNA 1942 V RIZE                                                                           | Praha, Na Poříčí 1040/10        | Irma Krásová                        |
|         | ZDE ŽIL JUDR. EDUARD LEDERER NAR. 1859 DEPORTOVÁN 1942 DO TEREZÍNA ZAVRAŽDĚN 5.6.1944                                                                         | Praha, Gorazdova 1972/6         | Eduard Lederer spisovatel a právník |
|         | ZDE ŽIL FRANZ MESSNER NAR. 1896 DEPORTOVÁN 1942 DO MAUTHAUSENU ZAVRAŽDĚN 10.7.1942 TAMTÉŽ                                                                     | Praha, Petrská 1161/24          | Franz Messner                       |
|         | ZDE ŽILA ILSE MESSNEROVÁ NAR. 1906 DEPORTOVÁNA 1942 DO TEREZÍNA 1942 DO ZAMOŠČE ZAVRAŽDĚNA                                                                    | Praha, Petrská 1161/24          | Ilse Messnerová                     |
|         | ZDE ŽILA ALŽBĚTA POLÁKOVÁ NAR. 1891 ZATČENA 26. 6. 1942 ZA PODPORU VÝSADKŮ SILVER A A ANTHROPOID DEPORTOVÁNA DO TEREZÍNA POPRAVENA 24. 10. 1942 V MAUTHAUSENU | Praha, Jiráskovo náměstí 1981/6 | Alžběta Poláková                    |
|         | ZDE ŽIL DR. VIKTOR PORGES NAR. 1898 DEPORTOVÁN 30.7.1942 DO TEREZÍNA ZAVRAŽDĚN V ŘÍJNU 1944 V OSVĚTIMI                                                        | Praha, Trojanova 337/9          | Viktor Porges                       |
|         | ZDE ŽIL ALFRED RICHTER NAR. 1920 DEPORTOVÁN 1942 DO TEREZÍNA ZAVRAŽDĚN 1944 V OSVĚTIMI                                                                        | Praha, Kateřinská 489/14        | Alfred Richter                      |
|         | ZDE ŽIL KAREL SEDLÁK NAR. 1916 ZATČEN 26. 6. 1942 ZA PODPORU VÝSADKŮ SILVER A A ANTHROPOID DEPORTOVÁN DO TEREZÍNA POPRAVEN 24. 10. 1942 V MAUTHAUSENU         | Praha, Jiráskovo náměstí 1981/6 | Karel Sedlák                        |
|         | ZDE ŽILA SOŇA SEDLÁKOVÁ NAR. 1921 ZATČENA 26. 6. 1942 ZA PODPORU VÝSADKŮ SILVER A A ANTHROPOID DEPORTOVÁNA DO TEREZÍNA POPRAVENA 24. 10. 1942 V MAUTHAUSENU   | Praha, Jiráskovo náměstí 1981/6 | Soňa Sedláková                      |
|         | ZDE ŽILA FRANTIŠKA SCHLEISSNEROVÁ NAR. 1866 DEPORTOVÁNA 1942 DO TEREZÍNA ZAVRAŽDĚNA V OSVĚTIMI                                                                | Praha, Politických Vězňů 913/12 | Františka Schleissnerová            |
|         | ZDE ŽILA HERMÍNA SLONITZ ROZ. LASCH NAR. 1884 DEPORTOVÁNA 1942 DO TEREZÍNA ZAVRAŽDĚNA V OSVĚTIMI                                                              | Praha, Klimentská 1443/50       | Hermína Slonitz roz. Lasch          |
|         | ZDE ŽIL HUGO SLONITZ NAR. 1873 DEPORTOVÁN 1942 DO TEREZÍNA ZAVRAŽDĚN V OSVĚTIMI                                                                               | Praha, Klimentská 1443/50       | Hugo Slonitz                        |
|         | ZDE ŽIL ALOIS SOJKA-SOKOLOVIČ NAR. 1894 DEPORTOVÁN 1942 DO TEREZÍNA ZAVRAŽDĚN 21.12.1942 V OSVĚTIMI                                                           | Praha, Na Zderaze 1946/5        | Alois Sojka-Sokolovič               |
|         | ZDE ŽILA FELICIE STRÁNSKÁ ROZ. SCHLEISSNER NAR. 1896 DEPORTOVÁNA 1941 DO LODŽE ZAVRAŽDĚNA 1944 V OSVĚTIMI                                                     | Praha, Politických Vězňů 913/12 | Felicie Stránská roz. Schleissner   |
|         | ZDE ŽIL VILÉM STRÁNSKÝ NAR. 1897 DEPORTOVÁN 1941 DO LODŽE ZAVRAŽDĚN 1944 V DACHAU                                                                             | Praha, Politických Vězňů 913/12 | Vilém Stránský                      |
|         | ZDE ŽIL ARTUR TÖPFER NAR. 1914 DEPORTOVÁN 1943 DO TEREZÍNA ZAVRAŽDĚN                                                                                          | Praha, Na Bojišti 616/16        | Artur Töpfer                        |
|         | ZDE ŽIL KAREL TÖPFER NAR. 1918 DEPORTOVÁN 1941 DO TEREZÍNA ZAVRAŽDĚN                                                                                          | Praha, Na Bojišti 616/16        | Karel Töpfer                        |
|         | ZDE ŽIL MAX TÖPFER NAR. 1912 DEPORTOVÁN 1941 DO TEREZÍNA ZAVRAŽDĚN                                                                                            | Praha, Na Bojišti 616/16        | Max Töpfer                          |
|         | ZDE ŽIL OSKAR TÖPFER NAR. 1903 DEPORTOVÁN 1942 DO TEREZÍNA ZAVRAŽDĚN                                                                                          | Praha, Na Bojišti 616/16        | Oskar Töpfer                        |
|         | ZDE ŽILA GERTRUDA TÖPFEROVÁ NAR. 1916 DEPORTOVÁNA 1942 DO TEREZÍNA ZAVRAŽDĚNA                                                                                 | Praha, Na Bojišti 616/16        | Gertruda Töpferová                  |
|         | ZDE ŽILA OLGA TÖPFEROVÁ NAR. 1878 DEPORTOVÁNA 1942 DO TEREZÍNA ZAVRAŽDĚNA                                                                                     | Praha, Na Bojišti 616/16        | Olga Töpferová                      |
|         | ZDE ŽIL JAN URBACH NAR. 1905 DEPORTOVÁN 1941 DO LODŹE ZAVRAŽDĚN 1942 TAMTÉŽ                                                                                   | Praha, Senovážná 996/6          | Jan Urbach                          |
|         | ZDE ŽIL JAN URBACH NAR. 1873 DEPORTOVÁN 1941 DO LODŹE ZAVRAŽDĚN 1942 TAMTÉŽ                                                                                   | Praha, Senovážná 996/6          | Jindřich Urbach                     |
|         | ZDE ŽILA MELANIE URBACHOVÁ NAR. 1877 DEPORTOVÁNA 1941 DO LODŹE ZAVRAŽDĚNA 1942 TAMTÉŽ                                                                         | Praha, Senovážná 996/6          | Melanie Urbachová                   |
|         | ZDE ŽILA ANNA VOGLOVÁ ROZ. ESTREICHEROVÁ NAR. 1911 DEPORTOVÁNA 1942 DO TEREZÍNA ZAVRAŽDĚNA 10.7.1944 V OSVĚTIMI                                               | Praha, Gorazdova 1971/8         | Anna Voglová                        |
|         | ZDE ŽIL BENNO VOGL NAR. 1911 DEPORTOVÁN 1942 DO TEREZÍNA 1943 DO OSVĚTIMI ZAVRAŽDĚN 1944 V SCHWARZHEIDE                                                       | Praha, Gorazdova 1971/8         | Benno Vogl                          |
|         | ZDE ŽILA HANA MÍŠA VOGLOVÁ NAR. 1939 DEPORTOVÁNA 1942 DO TEREZÍNA ZAVRAŽDĚNA 10.7.1944 V OSVĚTIMI                                                             | Praha, Gorazdova 1971/8         | Hana Míša Voglová                   |
|         | ZDE ŽIL JOSEF WALDMANN NAR. 1894 DEPORTOVÁN 1944 DO TEREZÍNA ZAVRAŽDĚN 23.2.1945 V DACHAU                                                                     | Praha, Politických vězňů 909/4  | Josef Waldmann                      |

Bez nároku na úplnost.